# حوادث في حدائق سيكس فلاغز
في هذا المقال، ملخص للحوادث البارزة في المتنزهات الترفيهية والمتنزهات المائية التي تديرها شركة سيكس فلاغز. في بعض الحالات، وقعت هذه الحوادث عندما كانت الحديقة تحت إدارة أو ملكية مختلفة. لا يُقصد بهذه القائمة أن تكون قائمة شاملة لكل ما حدث، ولكن فقط تلك التي لها تأثير كبير في المتنزهات أو عمليات المتنزهات، أو الجديرة بالملاحظة كثيرًا.
يشير مصطلح الحوادث إلى الحوادث الكبيرة أو الإصابات أو الوفيات التي تحدث في الحديقة. بينما كان مطلوبًا إبلاغ السلطات التنظيمية بهذه الحوادث نظرًا إلى مكان حدوثها، ولكنها تندرج عادةً في إحدى الفئات التالية:
نتيجة إهمال الضيف: يمكن أن يكون هذا رفضًا لاتباع تعليمات محددة لسلامة الركوب، أو النية المتعمدة لانتهاك قواعد المتنزه.
نتيجة مشاكل صحية معروفة أو غير معروفة للضيف.
الإهمال من جانب المتنزه: إما من طريق مشغل الركوب أو تعليمات سلامة الصيانة، أو النية المتعمدة لانتهاك قواعد الحديقة.
كارثة طبيعية أو حادث عام (على سبيل المثال، صاعقة، أو انزلاق أو سقوط)، وهذا ليس نتيجة مباشرة لعمل من جانب أي شخص.

## لا روند

### لو مصاص دماء
في 6 يوليو 2012، قُتل موظف يبلغ من العمر 67 عامًا في الحديقة في لو مصاص دماء (Le Vampire). وبحسب ما ورد عُثِر على الموظف تحت معلم الجذب في منطقة محظورة، ويبدو أنه عانى من صدمة في الرأس. صرح مسؤولو الحديقة أن الموظف قد اصطدم بقطار الأفعوانية. أعلِن عن وفاة الموظف في مكان الحادث، ونُقل شخص آخر إلى المستشفى لتلقي العلاج من الصدمة. لم يعرف المسؤولون في المتنزه سبب دخول الموظف إلى المنطقة المحظورة في أثناء تشغيله، ولكنهم ذكروا أن الركوب كان يعمل بنحو طبيعي وأن إجراءات الدخول إلى مناطق الركوب المحظورة، متضمنةً إخطار موظفي الركوب، لم يجر تنفيذها.

### غراندي رو
في 21 آب/ أغسطس 2019 الساعة 7:00 مساءً، تورط طاقم تصوير في حادث انقلب فيه جندولان، وعلق الطاقم على ارتفاع 20 قدمًا (6.1 م) في الهواء. لم تكن الحديقة مفتوحة للجمهور في ذلك الوقت. لم يصب أحد. أنقذ رجال الإطفاء الطاقم في غضون 30 دقيقة، وتكهنوا بأن الجندول انقلب بسبب المعدات الثقيلة، مما تسبب في عدم الاستقرار. ظلت الرحلة مغلقة حتى إجراء المزيد من التفتيش عليها، للتأكد من أنها آمنة للعمل. قال لا روند في بيان: «سلامة ضيوفنا وموظفينا هي أولويتنا القصوى».

### المسيسيبي
في 8 يوليو 1979، تورط نهر المسيسيبي في حادث مميت عندما انقلب المركب، وألقى من 50 إلى 60 مشاهدًا في البحيرة. وغرق ثلاثة من الركاب خلال الحادث ونقل عشرة إلى المستشفى لمزيد من التقييم. أفاد شهود عيان أن القارب كان عائدًا من جولة عندما بدأ يسرد جانبًا. ركض الركاب الذين كانوا في حالة من الذعر في ذلك الوقت إلى الجانب الآخر، وبدأ القارب بالترنح من جانب إلى آخر، قبل أن ينقلب على بعد أقل من ستة أمتار من منطقة الإرساء.

### سوبر مانيج
في 25 آب/ أغسطس 2019، تعطل حزام الأمان الخاص بأحد الركاب عندما بدأ أحد القطارات صعوده الأولي، مما تسبب في توقف طارئ. أوقفت مستشعرات السلامة في Super Manège الصعود الأولي للقطار. كان هذا هو اليوم الأخير من الرحلة، وأغلقت الرحلة في وقت أبكر من الموعد المحدد. الكشف عن جميع الركاب من المنطقة لمواصلة زيارتهم للحديقة.

## ستة أعلام أمريكا

### جناح الخفاش
في 22 سبتمبر 2001، كانت فتاة تبلغ من العمر 16 عامًا في محنة بعد فترة وجيزة من ركوب الأفعوانية وتوفيت بعد نقلها إلى مركز مستشفى الأمير جورج. كشف تشريح الجثة أن وفاتها كانت بسبب مرض في القلب موجود مسبقًا.

### فايربيرد
في 18 يوليو 2019، تقطعت السبل بالركاب مدة ساعتين تقريبًا بعد توقف قطارهم على تل المصعد بسبب عطل في السلامة. جرى اصطحابهم جميعًا في النهاية بأمان وظلت الرحلة مغلقة بعد التحقيق وفقًا للمتنزه.

### هارلي كوين: الشبح
في 20 يونيو 2021 ، بدأ أحد دعامات الركوب يهتز ، مما تسبب في توقف الرحلة بشكل طارئ.اجلاء جميع الدراجين ولم يبلغ عن وقوع إصابات. إغلاقت الرحلة مؤقتًا للتحقيق ، وأعيد فتحها في 13 يوليو 2021

### ميناء الاعصار
في 4 يوليو 2005، وجدت امرأة تبلغ من العمر 29 عامًا من جيتيسبرج بولاية بنسلفانيا فاقدة الوعي بعد نزولها من زلاجة Shark Attack المائية. جرى نقلها إلى مركز بوي الصحي حيث توفيت لاحقًا. وخلص إلى أنها أصيبت بنوبة قلبية مفاجئة في أثناء الركوب. في 13 يونيو 2018، دخل صبي يبلغ من العمر 14 عامًا إلى المستشفى في حالة حرجة جدًا بعد أن جرى إنقاذه من بركة الأمواج. عالج موظفو بارك والمسعفون الصبي قبل نقله إلى المستشفى.في 14 أغسطس 2021، انزلق صبي صغير وسقط في بركة الأمواج في الحديقة وعُثر عليه فاقدًا للوعي تحت الماء لعدة دقائق حتى أخرجه رجال الإنقاذ على الفور وأجروا الإنعاش القلبي الرئوي. وبحسب ما ورد في حالة مستقرة في مستشفى محلي وتعرض لإصابات تهدد حياته.

### جينكس جوكر
في 10 أغسطس 2014، نحو الساعة 3 مساءً بتوقيت شرق الولايات المتحدة، حوصر 24 راكبًا على متن السفينة عندما توقف قطار على طول المسار. كان القطار منتصبًا على منحنى بالقرب من إحدى أعلى النقاط في الرحلة. استخدمت إدارة الإطفاء المحلية جهاز إطفاء جوي لإسقاط الدراجين واحدًا تلو الآخر. بحلول الساعة 7:30 مساءً بتوقيت شرق الولايات المتحدة ، خرج جميع الدراجين من الركوب، وأغلقت على الفور للتحقيق. يدعي المحققون أن القطار المتوقف نتج عن حطام على المسار. لم يصب أي ركاب بجروح وكشف عن جميع الركاب بوساطة طواقم الطوارئ. 